# Oquawka
Oquawka és una vila i seu del Comtat de Henderson (Illinois) (Estats Units). Segons el cens del 2000 tenia 1.539 habitants.

## Demografia
Segons el cens del 2000, Oquawka tenia 1.539 habitants, 656 habitatges, i 421 famílies. La densitat de població era de 407 habitants/km².
Dels 656 habitatges en un 26,8% hi vivien nens de menys de 18 anys, en un 51,2% hi vivien parelles casades, en un 8,5% dones solteres, i en un 35,8% no eren unitats familiars. En el 31,6% dels habitatges hi vivien persones soles el 16,2% de les quals corresponia a persones de 65 anys o més que vivien soles. El nombre mitjà de persones vivint en cada habitatge era de 2,31 i el nombre mitjà de persones que vivien en cada família era de 2,87.
Per edats la població es repartia de la següent manera: un 22,4% tenia menys de 18 anys, un 8,2% entre 18 i 24, un 27% entre 25 i 44, un 23,7% de 45 a 60 i un 18,7% 65 anys o més.
L'edat mediana era de 40 anys. Per cada 100 dones de 18 o més anys hi havia 90,9 homes.
La renda mediana per habitatge era de 32.500 $ i la renda mediana per família de 38.152 $. Els homes tenien una renda mediana de 29.333 $ mentre que les dones 18.571 $. La renda per capita de la població era de 15.254 $. Aproximadament el 8,4% de les famílies i el 12,8% de la població estaven per davall del llindar de pobresa.

## Poblacions properes
El següent diagrama mostra les poblacions més properes.